# Sister
Sister (с англ. — «Сестра») — четвёртый студийный альбом американской альтернативной рок-группы Sonic Youth, изданный 1 июня 1987 года лейблом SST Records. Альбом способствовал переходу группы от жанра ноу-вейв к более традиционным песенным структурам, сохраняя при этом агрессивно экспериментальный подход.
Как и предыдущие записи Sonic Youth, Sister не имела успеха на момент своего выпуска. Однако в последующие годы он получил высокую оценку критиков, и несколько изданий назвали его одним из лучших альбомов 1980-х годов.

## Предыстория и запись
Sonic Youth выпустили свой третий альбом EVOL в мае 1986 года. Во время тура по альбому группа начала писать материал для нового альбома (песня «White Kross» была написана ранее, примерно в мае 1986 года). Sister был записан на 16-ти дорожечный магнитофон в марте и апреле 1987 года с Уолтером Сиром в студии Sear Sound, полностью на аналоговом ламповом оборудовании, что придало ей характерное «тёплое» винтажное ощущение.
Sister — это свободный концептуальный альбом (как и его продолжение Daydream Nation). Sister был отчасти вдохновлён жизнью и творчеством писателя-фантаста Филипа К. Дик. Первоначальные названия альбома были «Kitty Magic», «Humpy Pumpy» и «Sol-Fuc», но он был назван «Sister» в честь сестры-близнеца Дика, которая умерла вскоре после её рождения и память о которой преследовала Дика всю его жизнь. «Sister» также было оригинальным названием «Schizophrenia», и Тёрстон Мур часто представлял её как «Sister».

## Музыка и тексты песен
По словам Адама Даунера из Sputnikmusic, в Sister группа отклонилась от неистового звучания предыдущей музыки в пользу изысканного стиля нойз-поп, который стал бы типичным для последующей работы группы. В альбом вошли агрессивные шумовые песни, такие как «White Kross» и «Catholic Block», а также угрожающая нуар-ода «Pacific Coast Highway», хотя в нём также были представлены более традиционные песенные структуры. Некоторые тексты песен как в «Schizophrenia» были первоначально написаны для ранней песни «Come Around» («Your future is static, It’s already had it/But I got a hunch, it’s coming back to me»). «Sister» было оригинальным названием «Schizophrenia», а концертная запись песни от 4 июня 1987 года в Town and Country Club в Лондоне была выпущена в качестве би-сайда сингла 7" под названием «Sister». На а-сайде была представлена их кавер-версия «I Wanna Be Your Dog» с Игги Попом. Оба трека с сингла позже были выпущены на DVD-части Screaming Fields of Sonic Love.
Группа использовала акустические гитары в некоторых песнях альбома для «мелодичных» целей, одной из первых была «(I Got A) Catholic Block». Другой была «Beauty Lies in the Eye», в которой использовались три или четыре гитары. «Pipeline/Kill Time», спетая Ли Ранальдо, была написана 5 апреля 1987 года, хотя несколько текстов не были включены в финальную песню. Рабочими названиями «Tuff Gnarl» были «Sea-Sik» и «Smart and Fast», но в конечном итоге группа решила назвать его «Tuff Gnarl», вдохновлённый строкой «He’s running on a tuff gnarl in his head». Майк Уотт записал кавер-версию на песню в своём альбоме Ball-Hog or Tugboat? с участниками Sonic Youth Муром, Ранальдо и Стивом Шелли, исполняющими его вместе с ним. Для восьмой песни альбома группа сделала кавер-версию на песню группы Crime «Hotwire My Heart». «Kotton Krown» (или «Cotton Crown») был первым дуэтом Гордона и Мура, хотя Мур обычно исполнял его вокальную партию в одиночку во время живых выступлений. Последняя песня на альбоме, «White Kross», была самой старой песней на альбоме и была показана на NME 7". Во время европейского турне группы 1987 года они расширили песню, добавив пять или шесть минут белого шума в конце; это завершение позже было названо «Broken Eye».

## Художественное оформление
На обложке оригинальной обложки была фотография 12-летней Сандры Беннетт, сделанная Ричардом Аведоном 23 августа 1980 года, но она была подвергнута цензуре для последующих выпусков после угрозы судебного разбирательства. Сначала изображение было просто закрыто чёрной наклейкой, но при более поздних прессований оно было удалено, показав только чёрную область. Точно так же фотография Волшебного королевства компании Disney на задней обложке позже была скрыта кодом UPC. На очень ранних рекламных плакатах и пресс-релизах альбома действительно были эти фотографии, но на более поздних — нет.
Уникальной особенностью упаковки является то, что на обложке группа названа «The Sonic Youth».

## Выпуск и промоушен
Sister был выпущен в июне 1987 года SST (США) и Blast First (Великобритания) на виниле, компакт-диске и кассете. После его выпуска группа начала своё европейское турне, во время которого часть миньона Master=Dik была записана на радиосессии в Женеве. Они гастролировали по США в сентябре и октябре, заменив свои обычные выступления на бис «Hotwire My Heart» и «I Wanna Be Your Dog» четырьмя кавер-версиями группы Ramones. Запись концерта, который группа отыграла 14 октября в Чикаго, была официально выпущена под названием Hold That Tiger.
Были сняты видеоклипы на «Beauty Lies in the Eye» и «Stereo Sanctity». Чёрно-белое видео «Stereo Sanctity» с клипами жужжащего заводского оборудования и краткими живыми кадрами группы можно увидеть только в редком видео-сборнике SST 1980-х годов под названием «Over 35 Videos Never Before Released». Группа не выпустила официальный сингл с альбома.

## Отзывы критиков
| Оценки критиков               | Оценки критиков |
| Источник                      | Оценка          |
| ----------------------------- | --------------- |
| AllMusic                      | [ 19 ]          |
| Blender                       | [ 20 ]          |
| Chicago Tribune               | [ 21 ]          |
| Encyclopedia of Popular Music | [ 22 ]          |
| Los Angeles Times             | [ 23 ]          |
| Pitchfork                     | 9.8/10          |
| Q                             | [ 25 ]          |
| The Rolling Stone Album Guide | [ 26 ]          |
| Spin Alternative Record Guide | 9/10            |
| The Village Voice             | A               |

В современной рецензии для The Village Voice музыкальный критик Роберт Кристгау назвал Sister альбомом, который, наконец, был достоин эстетики группы. Кристгау сказал, что, хотя Sonic Youth научились умерять свою склонность к «безумию», их гитарный звук по-прежнему «почти уникален в своей способности вызывать рок-н-ролл, не вовлекая их в историю, которую в наши дни могут выдержать немногие молодые группы». В отрицательном обзоре журнал Spin сказал, что группа не смогла успешно смешать свою предыдущую «ерунду» с «настоящей рок-настройкой», поскольку более умеренному музыкальному подходу не хватало риффов и сильных идей. Альбом был признан 12-м лучшим альбомом года в ежегодном опросе критиков Pazz & Jop The Village Voice за 1987 год. Кристгау, создатель опроса, поместил альбом на пятое место в своём собственном списке. Альбом занял 4-е место среди «Albums of the Year» 1987 года в ежегодном опросе критиков NME.
В ретроспективном обзоре редактор AllMusic Стивен Томас Эрлевайн назвал Sister «шедевром» и «одной из уникальных арт-рок-записей 1980-х, превзойдённой только следующим альбомом Sonic Youth, Daydream Nation». Журнал Slant назвал его «последним великим панк-альбомом эпохи Рейгана и первым великим поп-альбомом, вышедшим из американского андеграунда», назвав его 72-м лучшим альбомом 1980-х годов. В Pitchfork оценили Sister как 14-й лучший альбом 1980-х годов. В NME оценили его под номером 80 в своем списке величайших альбомов всех времён, и номером 37 в их списке 50 величайших альбомов 1980-х годов. В июле 1995 года журнал Alternative Press признал Sister третьим лучшим альбомом десятилетия, охватывающего 1985—1995 годы. Журнал Slant поместил альбом под номером 72 в своём списке лучших альбомов 1980-х годов. Джош Джексон из журнала Paste поместил альбом под номером 39 в своём списке «The 50 Best Post-Punk Albums», написав следующее: «в то время как Daydream Nation следующего года может быть их шедевром инди-рока, более странная, более мускулистая Sister иллюстрирует всё самое замечательное в пост-панке».

## Список композиций
Вся музыка написана Sonic Youth за исключением указанных.
| №   | Название                                | Текст песни            | Вокал               | Длительность |
| --- | --------------------------------------- | ---------------------- | ------------------- | ------------ |
| 1.  | «Schizophrenia»                         | Ким Гордон/Тёрстон Мур | Гордон/Мур          | 4:38         |
| 2.  | «(I Got a) Catholic Block»              | Мур                    | Мур                 | 3:26         |
| 3.  | «Beauty Lies in the Eye»                | Гордон                 | Гордон              | 2:20         |
| 4.  | «Stereo Sanctity»                       | Мур                    | Мур                 | 3:50         |
| 5.  | «Pipeline/Kill Time»                    | Ли Ранальдо            | Ранальдо            | 4:35         |
| 6.  | «Tuff Gnarl»                            | Мур                    | Мур                 | 3:15         |
| 7.  | «Pacific Coast Highway»                 | Гордон                 | Гордон              | 4:18         |
| 8.  | «Hot Wire My Heart» (Crime)             |                        | Мур/Гордон/Ранальдо | 3:23         |
| 9.  | «Kotton Krown» ([I])                    | Гордон/Мур             | Гордон/Мур          | 5:08         |
| 10. | «White Kross» ([II])                    | Мур                    | Мур                 | 2:59         |
| 11. | «Master-Dik» (бонус-трек на CD-издании) |                        |                     | 5:10         |

↑ I На оригинальных изданиях альбома на лейблах SST и Blast First, трек назывался «Kotton Krown», но при переиздании альбома на лейбле DGC и последующих изданиях на Blast First, трек был переименован на «Cotton Crown».
↑ II На оригинальных изданиях альбома на лейблах SST и Blast First, трек назывался «White Kross», но при переиздании альбома на лейбле DGC и последующих изданиях на Blast First, трек был переименован на «White Cross».

## Участники записи
- Тёрстон Мур — вокал, гитара, синтезатор Муга
- Ким Гордон — вокал, бас-гитара, гитара
- Ли Ранальдо — гитара, вокал
- Стив Шелли — ударные